# جائزة الكومنلوث للقصة القصيرة
تُمنح جائزة الكومنولث للقصة القصيرة سنويًا لأفضل عمل روائي قصير غير منشور (2000 إلى 5000 كلمة). الجائزة مفتوحة لمواطني الدول الأعضاء في كومنولث الأمم الذين تبلغ أعمارهم 18 عامًا وأكثر. تُدار جائزة الكومنولث للقصة القصيرة من قبل كتاب الكومنولث، وهي مبادرة ثقافية لمؤسسة الكومنولث، والتي تم إنشاؤها في عام 2012 لإلهام الكتاب ورواة القصص وتطويرهم وربطهم عبر الكومنولث. 

## نبذة
حلت الجائزة محل مسابقة الكومنولث للقصة القصيرة، وهي مسابقة مماثلة تقريبًا وكانت موجودة من عام 1996 إلى 2011 وأوقفتها مؤسسة الكومنولث، جنبًا إلى جنب مع جائزة كتاب الكومنولث . 
الجائزة مفتوحة للكتاب الذين نشروا القليل من الأعمال أو لم ينشروا على الإطلاق، وتستهدف بشكل خاص تلك الأماكن التي لديها صناعة نشر قليلة أو معدومة. تهدف الجائزة إلى لفت انتباه الجمهور الدولي إلى الكتابة من هذه البلدان. و يجب أن تكون القصص باللغة الإنجليزية، لكن يمكن ترجمتها من لغات أخرى.
يحصل الفائز الإجمالي على 5000 جنيه إسترليني والفائز الإقليمي 2500 جنيه إسترليني. خلال الفترة 2012-2013 ، و تلقت المنطقة 1000 جنيه إسترليني. بدءًا من عام 2014 ، تمت زيادة جائزة الفائزين الإقليميين بجائزة القصة القصيرة إلى 2500 جنيه إسترليني. في الوقت نفسه، أوقف كتاب الكومنولث جائزة كتاب الكومنولث وركزوا فقط على جائزة القصة القصيرة. 

## مؤسسة الكومنولث
كتاب الكومنولث هو البرنامج الثقافي لمؤسسة الكومنولث. ومؤسسة الكومنولث هي منظمة حكومية دولية تأسست في عام 1965 ، تم تمويلها من قبل حكومات الكومنولث وتقديم التقارير إليها، وتسترشد بقيم وأولويات الكومنولث.

## الفائزون
الفائزون الإقليميون والفائزون بشكل عام.

## القضاة
في عام 2022 ، كان القضاة هم فريد داجويار (رئيسًا) ، ولويز أوموتوني باور (قاضٍ، منطقة أفريقية) ، ومؤسس Huza Press ، و Jahnavi Barua (قاض، المنطقة الآسيوية) ، و Stephanos Stephanides (قاض، منطقة كندا وأوروبا) ، وكيفن جاريد حسين (قاض، منطقة البحر الكاريبي) وجانين لين (قاضية، منطقة المحيط الهادئ). 

## روابط خارجية
- جائزة الكومنولث للقصة القصيرة ، الموقع الرسمي (كتاب الكومنولث)